# Initiative populaire « Imposer les successions de plusieurs millions pour financer notre AVS »
L'initiative populaire  « Imposer les successions de plusieurs millions pour financer notre AVS », sous-titrée « Réforme de la fiscalité successorale », est une initiative populaire fédérale suisse, rejetée par le peuple et les cantons le 14 juin 2015.

## Contenu
L'initiative propose d'ajouter un article 129a à la Constitution fédérale pour créer un nouvel impôt de 20% sur les successions et les donations dépassant les 2 millions de francs et d’attribuer 2/3 des recettes de cet impôt à l'AVS (le tiers restant revenant aux cantons). Une disposition transitoire précise que cet impôt doit être imputé rétroactivement pour les donations à partir du 1er janvier 2012.
Le texte complet de l'initiative peut être consulté sur le site de la Chancellerie fédérale.

## Déroulement

### Contexte historique
En Suisse, l'imposition des successions et donations est du ressort des cantons. De fait, en 2015, tous les cantons prélèvent une telle taxe, à l'exception du canton de Schwytz. Cet impôt a rapporté, au total, jusqu'à 1,515 milliard de francs en 1999.
De son côté, l'AVS est financée par les cotisations des travailleurs, les contributions des pouvoirs publics, le rendement du fonds de compensation de l’AVS, et les recettes d’actions récursoires contre des tiers responsables pour un total de 40,8 milliards de francs en 2012 ; le 20 novembre 2013, le Conseil fédéral a adopté un projet concernant une réforme de la prévoyance vieillesse pour 2020 afin de trouver de nouvelles sources de financement pour pailler au vieillissement de la population.
En lançant cette initiative, les auteurs (venant du parti évangélique suisse, du parti écologiste suisse, du parti socialiste suisse et de l'union syndicale suisse) désirent rétablir une équité financière en diminuant la concentration des grandes fortunes dans un petit nombre de mains, tout en assurant la pérennité du financement de l'AVS.

### Récolte des signatures et dépôt de l'initiative
La récolte des 100 000 signatures a débuté le 16 août 2011. L'initiative a été déposée le 15 février 2013 à la chancellerie fédérale qui l'a déclarée valide le 12 mars de la même année.

### Discussions et recommandations des autorités
Le parlement et le Conseil fédéral recommandent le rejet de cette initiative. Dans son rapport aux chambres fédérales, le Conseil fédéral relève qu'elle « empiète sur la souveraineté et la substance fiscale des cantons » et provoquerait une diminution de leurs recettes. Il note que l'imputation rétroactive prévue dans le texte sera problématique à mettre en œuvre et affirme enfin que les montants ainsi perçus de permettraient pas d'assurer le financement de l'AVS pour ces prochaines années.

### Votation
Soumise à la votation le 14 juin 2015, l'initiative est refusée par tous les cantons et par 71 % des suffrages exprimés. Le tableau ci-dessous détaille les résultats par cantons :